# 15Y busz (Székesfehérvár)
A székesfehérvári 15Y jelzésű autóbusz a Csapó utca és az Logisztikai Központ között közlekedik munkanapokon, a 15-ös busz elágazójárataként. Útvonaluk az Őrhalmi szőlők megállóhelyig megegyezik. A viszonylatot a Volánbusz üzemelteti.

## Útvonala
| Logisztikai Központ felé | Csapó utca felé |
| --- | --- |
| Csapó utca vá. – Selyem utca – Piac tér – Vörösmarty tér – Széchenyi utca – Szárcsa utca – Sárkeresztúri út – Sóstó út – Logisztikai Központ vá. | Logisztikai Központ vá. – Sóstó út – Sárkeresztúri út – Szárcsa utca – Széchenyi utca – Vörösmarty tér – Piac tér – Halász utca – Csapó utca vá. |

## Megállóhelyei
| 0  | Csapó utca végállomás          | 16 | 11A, 12A, 13A, 15, 17, 42, 43, 44 | Tolnai Utcai Általános Iskola                                                     |
| 2  | Autóbusz-állomás               | 14 | 10, 11, 11A, 12, 12A, 12Y, 13, 13A, 13G, 13Y, 14, 14G, 15, 26, 26A, 26G, 27, 36, 37, 38, 40, 41, 42, 43, 44 707, 718, 747, 748, 749, 750, 751, 757, 758, 759, 8000, 8001, 8002, 8010, 8011, 8013, 8030, 8032, 8033, 8035, 8037, 8039, 8040, 8046, 8047, 8048, 8049, 8050, 8055, 8060, 8062, 8065, 8066, 8067, 8068, 8069, 8070, 8078, 8080, 8086, 8090, 8092, 8093, 8095, 8096, 8097, 8098, 8099 1172, 1173, 1174, 1204, 1205, 1215, 1229, 1507, 1510, 1512, 1529, 1563, 1706, 1707, 1734, 1758, 1803, 1808, 1809, 1822, 1823, 1824, 1826, 1840, 1841, 1842, 1843, 1844, 1845, 1853 | Autóbusz-állomás, Alba Plaza, Belváros                                            |
| 4  | Református Általános Iskola    | 12 | 11, 11A, 11G, 12, 12A, 12Y, 13, 13A, 13G, 13Y, 15, 22, 23, 23E, 24, 25, 26, 26A, 36, 37, 38, 40, 41, 43, 44 | Református templom, Talentum Református Általános Iskola, József Attila Kollégium |
| 6  | Horvát István utca             | 10 | 11, 11A, 11G, 12, 12A, 12Y, 15, 40, 41 8040, 8046, 8047, 8048, 8049 |                                                                                   |
| 8  | Szárcsa utca                   | 8  | 15 |                                                                                   |
| 10 | Juharfa utca                   | 6  | 12, 12A, 15 | Fejérvíz Zrt.                                                                     |
| 11 | Domb utca                      | 5  | 12, 12A, 15 |                                                                                   |
| 12 | Őrhalmi szőlők                 | 4  | 12, 12A, 15 8040, 8046, 8048, 8049 |                                                                                   |
| 14 | Acéláruház                     | 2  | | Dunafém 95 Kft.                                                                   |
| 15 | Macher Zrt.                    | 1  | | Macher Zrt.                                                                       |
| 16 | Logisztikai Központ végállomás | 0  | | Logisztikai Központ                                                               |